# V385 Андромеды
V385 Андромеды (лат. V385 Andromedae), HD 220524 — двойная звезда в созвездии Андромеды на расстоянии приблизительно 1174 световых лет (около 360 парсеков) от Солнца. Видимая звёздная величина звезды — от +6,47m до +6,36m.

## Характеристики
Первый компонент — красный гигант, пульсирующая медленная неправильная переменная звезда (LB) спектрального класса M0, или M1, или M5, или Ma. Масса — около 1,99 солнечной, радиус — около 179,329 солнечных, светимость — около 1843,075 солнечных. Эффективная температура — около 3563 К.
Второй компонент — красный карлик спектрального класса M. Масса — около 223,83 юпитерианских (0,2137 солнечной). Удалён на 1,881 а.е..